# تلیل الشام
تلیل الشام (به عربی: تلیل الشام) یک روستا در سوریه است که در ناحیه مرکزی اعزاز واقع شده‌است. تلیل الشام ۱۷۶ نفر جمعیت دارد.